# Soniacine, Odesa
Soniacine (în ucraineană Сонячне) este un sat în comuna Vîhoda din raionul Odesa, regiunea Odesa, Ucraina. Anterior a purtat denumirea Leninske Perșe.

## Demografie
Componența lingvistică a localității Soniacine
     Ucraineană (94,63%)
     Rusă (3,9%)
     Română (1,46%)
Conform recensământului din 2001, majoritatea populației localității Soniacine era vorbitoare de ucraineană (94,63%), existând în minoritate și vorbitori de rusă (3,9%) și română (1,46%).